# 케리 제임스
케리 제임스(Kerry James, 1986년 8월 2일 ~ )는 캐나다의 배우, 텔레비전 배우이다.
미션에서 태어났다.

## 영화
- 굿나잇 포 저스티스: 퀸 오브 하츠 (2013년)
- 긱 차밍 (2011년) - 데이비드 역
- 늑대인간 소년 (2010년)
- 온 디 어더 핸드, 데스 (2008년)